# Publius Cornelius Orestinus
Publius Cornelius Orestinus war ein römischer Politiker und Senator. Er war Sohn von Publius Cornelius Scipio.
Laut einer in Rom gefundenen Inschrift war er Comes des Tiberius (oder des Germanicus?), Devemvir stlitibus iudicandis und Tribun der 2. Legion. Seine Tochter war Cornelia Orestilla.